# Faux rebelles : Les dérives du politiquement incorrect

Faux rebelles: Les dérives du politiquement incorrect est un livre de Philippe Bernier Arcand publié en 2022 aux éditions Poètes de brousse et ayant reçu le Prix du Gouverneur général : études et essais de langue française, en 2023.

## Résumé
Dans Faux Rebelles: Les Dérives du politiquement incorrect, Philippe Bernier Arcand se penche sur un phénomène observable depuis plusieurs années et qui semble s'accroître : la volonté de certains mouvements de droite de se positionner comme « rebelles » face à une prétendue hégémonie de la pensée progressiste. L’auteur se saisit d’un phénomène crucial dans nos démocraties lié au fait que la croisade contre le «politiquement correct» a libéré la parole raciste, sexiste et xénophobe. Sous prétexte qu’il y a une gauche dont les idées règnent sur les médias et les espaces publics au sein des démocraties libérales, les acteurs du courant conservateur voire réactionnaire développent un discours et une posture tendant à se poser en rebelles face à un supposé ordre répressif progressiste.

## Éditions
- Éditions Poètes de brousse, 2022,  (ISBN 978-2-925226-05-5)